# Bargstedt (Dolna Saksonia)
Bargstedt (dolnoniem. Bargst) – gmina w Niemczech, w kraju związkowym Dolna Saksonia, w powiecie Stade, w chodzi w skład gminy zbiorowej Harsefeld.